# 喬·奧康納
喬·奧康納（英語：Joe O'Connor，1995年11月8日—），是英國職業司諾克選手。2018年贏得英國業餘錦標賽冠軍，轉為職業球員。2019年2月，他陸續擊敗排名前十的選手：奇倫·威爾森、丁俊暉及約翰·希金斯，晉級威爾斯公開賽四強，最後以2–6落敗。他在2022年蘇格蘭公開賽首次進入決賽，但以2–9輸給加里·威爾森。

## 生涯決賽

### 排名賽：1次
| 名次 | 次數 | 年度 | 賽事         | 決賽對手    | 比數 |
| ---- | ---- | ---- | ------------ | ----------- | ---- |
| 亞軍 | 1.   | 2022 | 蘇格蘭公開賽 | 加里·威爾森 | 2–9  |

### 非排名賽：1次
| 名次 | 次數 | 年度 | 賽事     | 決賽對手    | 比數 |
| ---- | ---- | ---- | -------- | ----------- | ---- |
| 亞軍 | 1.   | 2024 | 冠軍聯賽 | 馬克·塞爾比 | 1–3  |